# Gassânidas

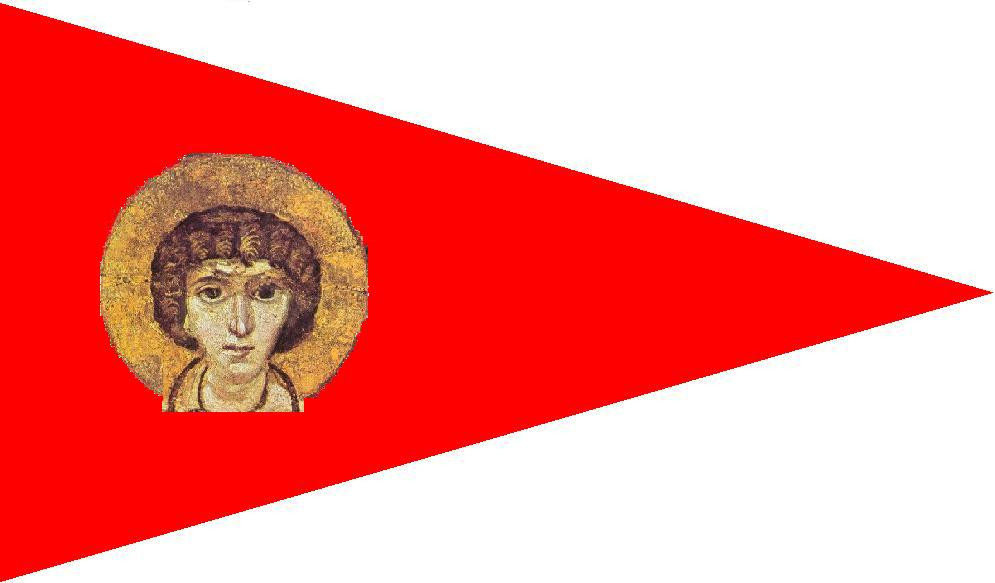
Estandarte de guerra do Reino Gassânidas

Os gassânidas (em árabe: الغساسنة; romaniz.: al-Ghasāsinah), também conhecidos como Banu Gaçane (Banū Ghassān, lit. "Filhos de Gaçane"), eram um grupo de tribos cristãs do sul da Arábia, que migraram no início do século III a.C. da região do atual Iêmem para Haurã, no sul da Síria, onde se misturaram com colonos romanos helenizados e comunidades de cristãos antigos falantes do grego. O termo Gaçane refere-se ao nome do seu antigo reino, no Levante, que desapareceu em meados do século VII, durante a conquista muçulmana da Síria.

## Legado
Alguns autores muçulmanos, dentre eles Almaçudi, alegaram que o imperador Nicéforo I, o Logóteta (r. 802–811) era membro dos jafenitas e descendente de Gabalas VI (r. 628–636), último rei dos gassânidas. ibne Saíde Almagribi alegou que o rei dos catalães (etnônimo utilizado pelos árabes para descrever os cristãos do norte da Península Ibérica) descendia de Gabalas, enquanto Alumari alega que os catalães eram fruto de uma mistura entre francos e os árabes descendentes dele. Sabe-se também que os residentes de Carsiano viam-se como descendentes dos gassânidas de Gabalas.